# インディ高橋
インディ 高橋（インディ たかはし、1968年4月5日 - ）は日本の俳優、小道具プランナー。劇団☆新感線所属。小道具プランナーとしては高橋 岳蔵の名義で、劇団☆新感線の小道具をはじめ、外部公演まで多く携わっている。

## 来歴・人物
大阪芸術大学舞台芸術学科に在学中、1987年の「阿修羅城の瞳」より劇団☆新感線に参加。当時の劇団では俳優が裏方も兼務していたため、小道具製作を手伝い始めたが、気が付くと先輩たちがフェードアウトしており小道具担当のチーフを務めることになった。以降、俳優と小道具チーフを兼務しながら活動。軽くて丈夫で安全な小道具は、使い勝手の良さとクオリティーの高さが評判で、外部公演の小道具も数多く手掛けている。
2018年の『メタルマクベスdisc3』をもって劇団☆新感線の小道具チーフを休止。以降の『偽義経冥界歌』（2019年、2020年）、『けむりの軍団』（2019年）では役者インディ高橋として出演し、小道具チーフとしてのスタッフクレジットはなかった。
2021年の『月影花之丞大逆転』より、再び小道具チーフとして高橋岳蔵の名前がスタッフクレジットに見受けられるようになる。同年の秋公演『狐晴明九尾狩』の頃には、自身の『えんぶ』連載において「しれっと『出戻り』」したと語っており、再び劇団の小道具チーフとして活動している。

## 出演
2002年以降は、2001年以前は

### 舞台

#### 劇団☆新感線
- 宇宙防衛軍ヒデマロ3～キルファーライジング（1988年）
- 喜劇 井戸穴じょーじの大冒険（1988年）
- ヒデマロ４～逆襲のビリィ（1989年）
- 仮名絵本西遊記（1989年）
- スサノオ ～神の剣の物語（1989-1990年）
- ボッキー･ホラー･ショー ～HOUSE OF THE FOOLIN'（1990年）
- 宇宙防衛軍ヒデマロV ～完結篇～（1990年）
- 髑髏城の七人（1990-1991年）
- アトミック番外地（1991年）
- 仮名絵本西遊記（1991年）
- 銀河一発伝説 ゴローにおまかせ（1992年）
- 劇団☆新感線一座興行（1992-1993年）
- TIMESLIP黄金丸（1993年）
- 地獄の軍団 ゴローにおまかせ2（1993年）
- メタルオペラ・オロチロックショー（1993年）
- オロチロックショーライブハウスだよ！！全員集合（1993年）
- スサノオ～武流転生（1994年）
- オロチロックショー“ブーメラン”（1994年）
- 古田新太之丞東海道五十三次地獄旅～ハヤシもあるでヨ！（1994年）
- The House of BOCKY HORROR ROCK'N ROLL CIRCUS（1994年）
- 星の忍者～Stranger in Strange Star（1995年）
- OROCHI ROCK SHOW GTR（1995年）
- ゴローにおまかせ3 ～後ろから前から（1995年）
- OROCHI ROCK SHOW GTR（1995年）
- BEAST IS RED ～野獣郎見参！（1996年）
- ロック・ミュージカル  ROCKTO THE FUTURE（1996-1997年）
- オロチGTR 最後の疾り（1996年）
- 花の紅天狗（1996年）
- 直撃！ドラゴンロック～轟天（1997年）
- 髑髏城の七人（1997年）
- SUSANOH～魔性の剣（1998年）
- The Vampire Strikes Rock（1998年）
- PSY U CHIC-西遊記～仮名絵本西遊記より～（1999年）
- 直撃！ドラゴンロック2・轟天大逆転～九龍城のマムシ（1999年）
- LOST SEVEN（1999年）
- 犬夜叉（2000年）
- 阿修羅城の瞳～BLOOD GETS IN YOUR EYES（2000年）
- 古田新太之丞東海道五十三次地獄旅～踊れ！いんど屋敷（2000年）
- 犬夜叉（2001年）
- 野獣郎見参～BEAST IS RED（2001年）
- 大江戸ロケット（2001年）
- 直撃！ドラゴンロック３～轟天対エイリアン（2001年）
- スサノオ～神の剣の物語（2002年）
- アテルイ（2002年）
- 七芒星（2002年）
- 花の紅天狗（2003年）
- 阿修羅城の瞳（2003年）
- レッツゴー!忍法帖（2003年）
- 髑髏城の七人～アカドクロ～（2004年）
- SHIROH（2004年）
- 荒神（2005年）
- 吉原御免状（2005年）
- メタルマクベス（2006年）
- Cat in the Red Boots（2006年）
- 犬顔家の一族の陰謀（2007年）
- IZO（2008年）
- 蜉蝣峠（2009年）
- 蛮幽鬼（2009年）
- 薔薇とサムライ（2010年）
- 鋼鉄番長（2010年）
- 港町純情オセロ（2011年）
- シレンとラギ（2012年）
- 五右衛門ロックⅢ（2012年）
- 蒼の乱（2014年）
- 五右衛門VS轟天（2015年）
- 乱鶯（2016年）
- Vamp Bamboo Burn～ヴァン!バン!バーン!（2016年）
- 髑髏城の七人　Season月 下弦の（2017年）
- メタルマクベス　disc2（2018年）
- 偽義経冥界歌（2019年）
- けむりの軍団（2019年）
- 偽義経冥界歌（2020年）
- 狐晴明九尾狩（2021年）
- 神州無頼街（2022年）
- 薔薇とサムライ2～海賊女王の帰還（2022年）
- ミナト町純情オセロ～月がとっても慕情篇（2023年）
- 天號星（2023年）
- バサラオ（2024年）　- タダノミヤ 役[6][7]
- 紅鬼物語（2025年）[8]
- 爆烈忠臣蔵〜桜吹雪 THUNDERSTRUCK（2025年公演予定）[9]

#### その他公演
- リリパットアーミー「天下御免の馬侍」
- リリパットアーミー「ピンク・ピッグ・ブルース」
- 上岡龍太郎プロデュース「問屋町てんやわんや」
- メイシアタープロデュース「新・曽根崎心中」
- D-Live「ROCK TO THE FUTURE」
- 聖飢魔・ラストライブ（1999年）
- 転球劇場「100」（2002年）
- シス・カンパニー「今ひとたびの修羅」（2013年）
- 煌ダンスカンパニー　ROCK BALLET「義経」命果つるまで、疾風怒濤編（2015年）
- きたやじ オン・ザ・ロード〜いざ、出立!!篇〜（2025年）[10]

### テレビドラマ
- チンチン電車（1993年9月15日、NHK総合）
- 天才てれびくんMAX　（2007年）NHK
- 進撃の巨人 ATTACK ON TITAN 反撃の狼煙　　(2015年）dTV
- WOWOW連続ドラマW「コールドケース2～真実の扉～」(第2話)　（2018年）

### 映画
- 特命係長　只野仁　最後の劇場版　（2008年）監督:植田尚
- 少年メリケンサック　（2009年）監督:宮藤官九郎
- 進撃の巨人 ATTACK ON TITAN 前編　（2015年）監督:樋口真嗣

### その他
- 連載「インディ高橋のpatchy小道具研究所」『えんぶ』えんぶ（初回は『演劇ぶっく』101号,2003年 ※途中で雑誌名変更）連載中